# Полотебнов, Алексей Герасимович
Алексей Герасимович Полотебнов (25 января (6 февраля) 1838, село Алексеевское, Скопинский уезд, Рязанская губерния — 30 декабря 1907 (12 января 1908), Санкт-Петербург) — русский врач, один из основоположников отечественной дерматологии, действительный статский советник.

## Биография
Родился в 1838 году, воспитывался в Скопинском духовном училище и Рязанской духовной семинарии, откуда до перехода в богословский класс поступил в Императорскую медико-хирургическую академию в 1858 году. По окончании курса в академии [1864) был оставлен при ней ассистентом клиники профессора С. П. Боткина по 1868 год, когда был командирован за границу на 2 ½ года, из которых 2 года работал в Вене, а остальное время провёл в Париже. Ещё до поездки за границу защитил в 1867 году диссертацию на доктора медицины: «Склероз артериальной системы как причина последовательного страдания сердца». В начале 1871 года — приват-доцент кожных болезней, в 1876 году — адъюнкт-профессор, в 1893 году — ординарный профессор, а в 1894 году за выслугой 30 лет вышел в отставку.
Похоронен в Санкт-Петербурге на Новодевичьем кладбище.

## Научные работы
Полотебнову принадлежит длинный ряд научных работ не только по своей специальности, но и по многим другим научным и общественным вопросам, из которых особого внимания заслуживают: «Ueber d. Ursprung u. Vermehrung d. Bacterien» (1869), монографии «Растительные организмы как причина заразных болезней» (1871), «Патологическое значение плесени» (1873) изучая вопрос о медицинском значении зелёной плесени, А. Г. Полотебнов показал её лечебное действие на гнойные раны и язвы; но главнейшие его труды относятся к дерматологии, из них многие собраны в изданных «Дерматологических исследованиях из клиники проф. Полотебнова» (2 вып.), как, напр., «К учению об эритемах» (пер. на нем. яз.), «Рожа, лечение и аномальные формы» (и по-нем.), «Нервные страдания кожи» (и по-нем.), «Lichen ruber», «Ichthyosis», «Psoriasis» (и по-нем.). Другие работы: «Заразительна ли проказа» («Воен.-мед. журн.», 1890) и в особенности прекрасное «Введение в курс дерматологии» (ibid., 1896), переведённое и на немецкий язык.

## Вклад в науку
Полотебнову принадлежит неоспоримая заслуга — он первым настойчиво выдвинул в России вопрос о необходимости широкой постановки преподавания кожных болезней медицинским студентам. Застав по своём возвращении из-за границы обстановку преподавания этой специальности в самом зачаточном состоянии, и то лишь в одной медицинской академии, он в статье («Современное состояние дерматологии в России», 1882) показал всю важность этой специальности для русских врачей. Результатом явилось введение сифилидологии и дерматологии как обязательного предмета по университетскому уставу 1884 года.
В начале 1870-х годов Полотебнов занимался исследованием плесени. Изучив грибок Penicillium glaucum, выяснил его лечебное действие на гнойные раны и язвы, описал лечебные свойства плесени и рекомендовал использовать плесень для лечения кожных заболеваний. Но на тот момент эта идея не получила практического применения.
Большая заслуга Полотебнова как научного деятеля — в его самостоятельной разработке болезней кожи. Путём всестороннего изучения кожных больных в своей клинике Полотебнов выяснил связь заболеваний кожи с целым рядом поражений внутренних органов и нервной системы. Под руководством Полотебнова и из его клиники вышло 28 работ его учеников, из которых Зеленков и Стуковенков сами заняли кафедры сифилидологии и дерматологии в русских университетах.